# Hieronim Pinocci
Hieronim Pinocci, wł. Girolamo Pinocci, (ur. 31 grudnia 1612 w Lukce, zm. 28 października 1676 w Warszawie) – włoski kupiec, sekretarz królewski, dyplomata i pisarz, poseł nadzwyczajny Rzeczypospolitej w Królestwie Anglii w 1659 roku, poseł nadzwyczajny Rzeczypospolitej w Republice Zjednoczonych Prowincji w 1658 roku.

## Życiorys
Pochodził z patrycjuszowskiej rodziny ze Sieny. Był synem Paola, matka pochodziła z rodu Barsottich. Rodzina Pinoccich pozostawała w służbie Habsburgów i Paolo otrzymał szlachectwo dla siebie i potomstwa w 1643 roku. Do Polski przybył około 1638 roku, w 1640 roku uzyskał prawa miejskie w Krakowie, gdzie był kupcem win i włoskich tkanin w rodzaju aksamitu, brokatu i złotogłowiu. Został wybrany rajcą miejskim, a w latach 1645 i 1649 pełnił funkcję burmistrza Krakowa.
Od 1645 był sekretarzem królewskim, odznaczał się wysoką kulturą i szerokimi zainteresowaniami intelektualnymi. Od 1644 roku rozpowszechniał tzw. nowiny polsko-włoskie, a w 1661 roku objął redakcję pierwszej gazety drukowanej w Polsce – Merkuriusz Polski Ordynaryjny. W służbie królewskiej brał udział w poselstwach dyplomatycznych, wykonywał również tajne misje. W czasie potopu szwedzkiego został stronnikiem króla Jana Kazimierza, przebywał razem z dworem na Górnym Śląsku, w Głogówku, u hrabiego Oppersdorffa. W 1660 roku został mianowany zarządcą lwowskiej mennicy. Od 1651 roku był właścicielem wsi Dziećkowice, (dziś część Mysłowic) a w 1662 roku otrzymał polski indygenat szlachecki – herb Nałęcz odmienny.
Napisał wiele prac, większość nie została opublikowana; między innymi praca na temat emisji monet złej próby, komentarze do aktualnej sytuacji politycznej i ekonomicznej. Tytuły zaginionych rękopisów oraz zachowane notatki świadczą o zainteresowaniach fizyką, astronomią i astrologią, alchemią i medycyną. Potwierdzają również jego liczne kontakty z uczonymi w Polsce i za granicą, pozostawił imponujący księgozbiór, do dziś przetrwało około 360 egzemplarzy w Bibliotece Jagiellońskiej.
Z małżeństwa z Magdaleną Szober, córką mieszczanina krakowskiego miał pięciu synów – Pawła (1646–1675) dworzanina króla Jana III Sobieskiego, Rafała (1647–1686) kustosza kolegiaty św. Michała w Krakowie na Wawelu, Mikołaja osiadłego w Krakowie, Jana, dziedzica wsi Dziećkowice, Aleksandra (1654–1734) w zakonie karmelitów. Jedyna córka Teresa została bernardynką w kościele św. Agnieszki, w Krakowie, na Stradomiu.
Syn Jan otrzymał w podziale rodzinnym wieś Dziećkowice, w sąsiedztwie parafii Jaworzno. On sam i jego potomkowie występują w księgach metrykalnych Jaworzna jako chrzestni; utrzymują również kontakty rodzinne z Franciszkiem Locci, dzierżawcą w Byczynie, który był krewnym (przyrodnim bratem żony Mikołaja Pinocci). W pobliskim Jeleniu rezydował Ludwik Grabiański starosta lipowieckiego klucza biskupa krakowskiego. Pomiędzy dworami w Dziećkowicach, Jeleniu i Byczynie kursowali stale posłańcy z korespondencją. Jak świadczą zachowane listy przekazywano sobie najnowsze wieści, informacje o bieżących wydarzeniach w rodzinie, udzielano pomocy i rady w codziennych kłopotach. W każdą niedzielę umawiano się na spotkania po mszy w kościele w Jaworznie lub Dziećkowicach.